# Popis vrsta roda Elaeocarpus
Popis vrsta roda Elaeocarpus
1. Elaeocarpus achmadii Coode
2. Elaeocarpus acmocarpus Stapf ex Weibel
3. Elaeocarpus acmosepalus Stapf ex Ridl.
4. Elaeocarpus acrantherus Merr.
5. Elaeocarpus acronodia Mast.
6. Elaeocarpus acuminatus Wall.
7. Elaeocarpus adenopus Miq.
8. Elaeocarpus affinis Merr.
9. Elaeocarpus alanganorum Coode
10. Elaeocarpus alaternoides Brongn. & Gris
11. Elaeocarpus alnifolius Baker
12. Elaeocarpus altigenus Schltr.
13. Elaeocarpus altisectus Schltr.
14. Elaeocarpus amabilis Kaneh. & Hatus.
15. Elaeocarpus amboinensis Merr.
16. Elaeocarpus amoenus Thwaites
17. Elaeocarpus ampliflorus A. C. Sm.
18. Elaeocarpus amplifolius Schltr.
19. Elaeocarpus angustifolius Blume
20. Elaeocarpus angustipes Knuth
21. Elaeocarpus arfakensis Schltr.
22. Elaeocarpus argenteus Merr.
23. Elaeocarpus aristatus Roxb.
24. Elaeocarpus arnhemicus F. Muell.
25. Elaeocarpus atropunctatus H. T. Chang
26. Elaeocarpus auricomus C. Y. Wu
27. Elaeocarpus austroyunnanensis Hu
28. Elaeocarpus avium Coode
29. Elaeocarpus bachmaensis Gagnep.
30. Elaeocarpus badius Coode
31. Elaeocarpus bakaianus Coode
32. Elaeocarpus balabanii Weibel
33. Elaeocarpus balansae A. DC.
34. Elaeocarpus balgooyi Coode
35. Elaeocarpus bancroftii F. Muell. & L. H. Bailey
36. Elaeocarpus baramii Weibel
37. Elaeocarpus barbulatus Knuth
38. Elaeocarpus batjanicus Warb. ex Knuth
39. Elaeocarpus batudulangii Weibel
40. Elaeocarpus batui Coode
41. Elaeocarpus baudouinii Brongn. & Gris
42. Elaeocarpus beccarii A. DC.
43. Elaeocarpus bellus Knuth
44. Elaeocarpus bidupensis Gagnep.
45. Elaeocarpus bifidus Hook. & Arn.
46. Elaeocarpus biflorus Tirel
47. Elaeocarpus bilobatus Schltr.
48. Elaeocarpus bilongvinas Coode
49. Elaeocarpus blascoi Weibel
50. Elaeocarpus blepharoceras Schltr.
51. Elaeocarpus bojeri R. E. Vaughan
52. Elaeocarpus bokorensis Tagane
53. Elaeocarpus bonii Gagnep.
54. Elaeocarpus bontocensis Merr.
55. Elaeocarpus braceanus Watt ex C. B. Clarke
56. Elaeocarpus brachypodus Guillaumin
57. Elaeocarpus brachystachyus H. T. Chang
58. Elaeocarpus bracteatus Kurz
59. Elaeocarpus branderhorstii Pulle
60. Elaeocarpus brigittae Coode
61. Elaeocarpus brunneotomentosus Weibel
62. Elaeocarpus brunnescens Knuth
63. Elaeocarpus buderi Coode
64. Elaeocarpus bullatus Tirel
65. Elaeocarpus burebidensis Elmer
66. Elaeocarpus burkii Coode
67. Elaeocarpus calomala (Blando) Merr.
68. Elaeocarpus candollei Elmer
69. Elaeocarpus capuronii Tirel
70. Elaeocarpus carbinensis J. N. Gagul & Crayn
71. Elaeocarpus carolinae B. Hyland & Coode
72. Elaeocarpus carolinensis Koidz.
73. Elaeocarpus cassinoides A. Gray
74. Elaeocarpus castaneifolius Guillaumin
75. Elaeocarpus celebesianus Baker fil.
76. Elaeocarpus celebicus Koord.
77. Elaeocarpus ceylanicus (Arn.) Mast.
78. Elaeocarpus cheirophorus Schltr.
79. Elaeocarpus chelonimorphus Gillespie
80. Elaeocarpus chewii Coode
81. Elaeocarpus chinensis (Gardner & Champ.) Hook. fil. ex Benth.
82. Elaeocarpus chionanthus A. C. Sm.
83. Elaeocarpus christophersenii A. C. Sm.
84. Elaeocarpus chrysophyllus Merr.
85. Elaeocarpus clementis Merr.
86. Elaeocarpus clethroides Schltr.
87. Elaeocarpus coactilus Gagnep.
88. Elaeocarpus colnettianus Guillaumin
89. Elaeocarpus coloides Schltr.
90. Elaeocarpus compactus Schltr.
91. Elaeocarpus comptonii Baker fil.
92. Elaeocarpus conoideus Knuth
93. Elaeocarpus coodei Weibel
94. Elaeocarpus coorangooloo J. F. L. H. Bailey & C. T. White
95. Elaeocarpus corallococcus Tirel
96. Elaeocarpus cordifolius Coode
97. Elaeocarpus coriaceus Hook.
98. Elaeocarpus corneri Weibel
99. Elaeocarpus corsonianus G. Don
100. Elaeocarpus costatus M. Taylor
101. Elaeocarpus coumbouiensis Guillaumin
102. Elaeocarpus crassinervatus Knuth
103. Elaeocarpus crassus Coode
104. Elaeocarpus crenulatus Knuth
105. Elaeocarpus cristatus Coode
106. Elaeocarpus cruciatus Corner
107. Elaeocarpus cuernosensis Elmer
108. Elaeocarpus culminicola Warb.
109. Elaeocarpus cumingii Turcz.
110. Elaeocarpus cupreus Merr.
111. Elaeocarpus curranii Merr.
112. Elaeocarpus darlacensis Gagnep.
113. Elaeocarpus dasycarpus A. C. Sm.
114. Elaeocarpus davisii Coode
115. Elaeocarpus debruynii O. C. Schmidt
116. Elaeocarpus decandrus Merr.
117. Elaeocarpus decipiens F. B. Forbes & Hemsl.
118. Elaeocarpus degenerianus A. C. Sm.
119. Elaeocarpus densiflorus Knuth
120. Elaeocarpus dentatus (J. R. Forst. & G. Forst.) Vahl
121. Elaeocarpus dewildei Weibel
122. Elaeocarpus dianxiensis Y. Tang & H. Li
123. Elaeocarpus dictyophlebius Merr.
124. Elaeocarpus dinagatensis Merr.
125. Elaeocarpus dognyensis Guillaumin
126. Elaeocarpus dolichobotrys Merr.
127. Elaeocarpus dolichodactylus Schltr.
128. Elaeocarpus dolichostylus Schltr.
129. Elaeocarpus dubius A. DC.
130. Elaeocarpus duclouxii Gagnep.
131. Elaeocarpus elaeagnoides Gilli
132. Elaeocarpus elatus A. C. Sm.
133. Elaeocarpus elliffii B. Hyland & Coode
134. Elaeocarpus elmeri A. DC.
135. Elaeocarpus erdinii Coode
136. Elaeocarpus eriobotryoides Ridl.
137. Elaeocarpus eumundi F. M. Bailey
138. Elaeocarpus euneurus Stapf ex Ridl.
139. Elaeocarpus eymae Coode
140. Elaeocarpus fairchildii Merr.
141. Elaeocarpus ferrugineus (Jack) Steud.
142. Elaeocarpus ferruginiflorus C. T. White
143. Elaeocarpus filiformidentatus Knuth
144. Elaeocarpus finisterrae Schltr.
145. Elaeocarpus firdausii Brambach, Coode, Biagioni & Culmsee
146. Elaeocarpus firmus Knuth
147. Elaeocarpus flavescens Schltr.
148. Elaeocarpus fleuryi A. Chev. ex Gagnep.
149. Elaeocarpus floresii Weibel
150. Elaeocarpus floribundus Blume
151. Elaeocarpus floridanus Hemsl.
152. Elaeocarpus forbesii Merr.
153. Elaeocarpus foveolatus F. Muell.
154. Elaeocarpus foxworthyi Merr.
155. Elaeocarpus fraseri Coode
156. Elaeocarpus fruticosus Roxb.
157. Elaeocarpus fulgens A.C.Sm.
158. Elaeocarpus fulvus Elmer
159. Elaeocarpus fuscoides Knuth
160. Elaeocarpus fuscus Schltr.
161. Elaeocarpus gadgilii A.M.Maya, V.Suresh & K.M.P.Kumar
162. Elaeocarpus gagnepainii Merr.
163. Elaeocarpus gambutanus Coode
164. Elaeocarpus gammillii Knuth
165. Elaeocarpus gaoligongshanensis Y.Tang & Z.L.Dao
166. Elaeocarpus gardneri Coode
167. Elaeocarpus gaussenii Weibel
168. Elaeocarpus geminiflorus Brongn. & Gris
169. Elaeocarpus gigantifolius Elmer
170. Elaeocarpus gillespieanus A. C. Sm.
171. Elaeocarpus gitingensis Elmer
172. Elaeocarpus glaber Blume
173. Elaeocarpus glaberrimus Knuth
174. Elaeocarpus glabripetalus Merr.
175. Elaeocarpus glandulosus Wall. ex Merr.
176. Elaeocarpus gordonii Tirel
177. Elaeocarpus graeffei Seem.
178. Elaeocarpus grahamii F. Muell.
179. Elaeocarpus grandiflorus Sm.
180. Elaeocarpus grandifolius Kurz
181. Elaeocarpus griffithii (Wight) A. Gray
182. Elaeocarpus griseopuberulus Merr.
183. Elaeocarpus grumosus Gagnep.
184. Elaeocarpus guillaumii Vieill.
185. Elaeocarpus gummatus Guillaumin
186. Elaeocarpus gustaviifolius Knuth
187. Elaeocarpus gymnogynus H. T. Chang
188. Elaeocarpus habbemensis A. C. Sm.
189. Elaeocarpus hainanensis Oliv.
190. Elaeocarpus halconensis Merr.
191. Elaeocarpus hallieri Weibel
192. Elaeocarpus harmandii Pierre
193. Elaeocarpus hartleyi Weibel
194. Elaeocarpus harunii Coode
195. Elaeocarpus hedyosmus Zmarzty
196. Elaeocarpus heptadactyloides Weibel
197. Elaeocarpus hildebrandtii Baill.
198. Elaeocarpus hochreutineri Weibel
199. Elaeocarpus holopetalus F. Muell.
200. Elaeocarpus homalioides Schltr.
201. Elaeocarpus hookerianus Raoul
202. Elaeocarpus hortensis Guillaumin
203. Elaeocarpus howii Merr. & Chun
204. Elaeocarpus hygrophilus Kurz
205. Elaeocarpus hylobroma Y. Baba & Crayn
206. Elaeocarpus hypadenus Miq.
207. Elaeocarpus ilocanus Merr.
208. Elaeocarpus indochinensis Merr.
209. Elaeocarpus inopinatus Coode
210. Elaeocarpus inopportunus Coode
211. Elaeocarpus insignis Ridl.
212. Elaeocarpus integrifolius Lam.
213. Elaeocarpus integripetalus Miq.
214. Elaeocarpus jacobsii Coode
215. Elaeocarpus japonicus Siebold & Zucc.
216. Elaeocarpus joga Merr.
217. Elaeocarpus johnsii Coode
218. Elaeocarpus johnsonii F. Muell. ex C. T. White
219. Elaeocarpus jugahanus Coode
220. Elaeocarpus kaalensis Däniker
221. Elaeocarpus kajewskii Guillaumin
222. Elaeocarpus kalabitii Weibel
223. Elaeocarpus kambi Gibbs
224. Elaeocarpus kaniensis Schltr.
225. Elaeocarpus kasiensis A. C. Sm.
226. Elaeocarpus kerstingianus Schltr.
227. Elaeocarpus kinabaluensis Knuth
228. Elaeocarpus kirtonii F. Muell. ex F. M. Bailey
229. Elaeocarpus kjellbergii Coode
230. Elaeocarpus knuthii Merr.
231. Elaeocarpus kontumensis Gagnep.
232. Elaeocarpus kostermansii Weibel
233. Elaeocarpus kraengensis Knuth
234. Elaeocarpus kunstleri King
235. Elaeocarpus kusaiensis Kaneh.
236. Elaeocarpus kusanoi Koidz.
237. Elaeocarpus lagunensis Knuth
238. Elaeocarpus lanceifolius Roxb.
239. Elaeocarpus lancipetalus Merr.
240. Elaeocarpus lancistipulatus Coode
241. Elaeocarpus lanipae Weibel
242. Elaeocarpus laoticus Gagnep.
243. Elaeocarpus largiflorens C. T. White
244. Elaeocarpus latescens F. Muell.
245. Elaeocarpus laurifolius A. Gray
246. Elaeocarpus lawasii Weibel
247. Elaeocarpus ledermannii Schltr.
248. Elaeocarpus leopoldii Weibel
249. Elaeocarpus lepidus A. C. Sm.
250. Elaeocarpus leratii Schltr.
251. Elaeocarpus leucanthus A. C. Sm.
252. Elaeocarpus limitaneioides Y. Tang
253. Elaeocarpus limitaneus Hand.-Mazz.
254. Elaeocarpus linearifolius Knuth
255. Elaeocarpus lingualis Knuth
256. Elaeocarpus linnaei Coode
257. Elaeocarpus linsmithii Guymer
258. Elaeocarpus longifolius Blume
259. Elaeocarpus longlingensis Y. C. Hsu & Y. Tang
260. Elaeocarpus lucidus Roxb.
261. Elaeocarpus luteolignum Coode
262. Elaeocarpus luteolus A. C. Sm.
263. Elaeocarpus luzonicus Merr.
264. Elaeocarpus macdonaldii F. Muell.
265. Elaeocarpus macranthus Merr.
266. Elaeocarpus macrocarpus Miq.
267. Elaeocarpus macrocerus (Turcz.) Merr.
268. Elaeocarpus macrophyllus Blume
269. Elaeocarpus macropus Warb. ex Knuth
270. Elaeocarpus magnifolius Christoph.
271. Elaeocarpus mahamayensis N. Silva, Yakand. & K. Yakand.
272. Elaeocarpus mallotoides Schltr.
273. Elaeocarpus mamasii Weibel
274. Elaeocarpus mandiae Coode
275. Elaeocarpus marafunganus Coode
276. Elaeocarpus marginatus Stapf ex Weibel
277. Elaeocarpus mastersii King
278. Elaeocarpus medioglaber Gagnep.
279. Elaeocarpus megacarpus Elmer
280. Elaeocarpus melochioides A. C. Sm.
281. Elaeocarpus merrittii Merr.
282. Elaeocarpus micranthus Teijsm. & Binn.
283. Elaeocarpus miegei Weibel
284. Elaeocarpus millariae Weibel
285. Elaeocarpus milnei Seem.
286. Elaeocarpus mindanaensis Merr.
287. Elaeocarpus mindorensis Knuth
288. Elaeocarpus mingendensis Gilli
289. Elaeocarpus miquelii Hochr.
290. Elaeocarpus miriensis Weibel
291. Elaeocarpus mollis Merr.
292. Elaeocarpus monocera Cav.
293. Elaeocarpus montanus Thwaites
294. Elaeocarpus moratii Tirel
295. Elaeocarpus multiflorus (Turcz.) Fern.-Vill.
296. Elaeocarpus multinervosus Knuth
297. Elaeocarpus multisectus Schltr.
298. Elaeocarpus muluensis Weibel
299. Elaeocarpus munroii (Wight) Mast.
300. Elaeocarpus murudensis Merr.
301. Elaeocarpus murukkai Coode
302. Elaeocarpus musseri Coode
303. Elaeocarpus mutabilis Weibel
304. Elaeocarpus myrmecophilus A. C. Sm.
305. Elaeocarpus myrtoides A. C. Sm.
306. Elaeocarpus nanus Corner
307. Elaeocarpus neobritannicus Coode
308. Elaeocarpus nervosus Elmer
309. Elaeocarpus ngii Coode
310. Elaeocarpus nitentifolius Merr. & Chun
311. Elaeocarpus nitidus Jack
312. Elaeocarpus nodosus Baker fil.
313. Elaeocarpus nooteboomii Coode
314. Elaeocarpus nouhuysii Koord.
315. Elaeocarpus oblongilimbus H. T. Chang
316. Elaeocarpus oblongus Gaertn.
317. Elaeocarpus obovatus G. Don
318. Elaeocarpus obtusus Blume
319. Elaeocarpus occidentalis Tirel
320. Elaeocarpus octantherus A. DC.
321. Elaeocarpus octopetalus Merr.
322. Elaeocarpus oriomensis Weibel
323. Elaeocarpus ornatus Coode
324. Elaeocarpus orohensis Schltr.
325. Elaeocarpus osiae Coode
326. Elaeocarpus ovigerus Brongn. & Gris
327. Elaeocarpus pachyanthus Schltr.
328. Elaeocarpus pachydactylus Schltr.
329. Elaeocarpus pachyophrys Warb.
330. Elaeocarpus pagonensis Coode
331. Elaeocarpus palembanicus (Miq.) Corner
332. Elaeocarpus parviflorus Span.
333. Elaeocarpus pedunculatus Wall.
334. Elaeocarpus pentadactylus Schltr.
335. Elaeocarpus perrieri Tirel
336. Elaeocarpus persicifolius Brongn. & Gris
337. Elaeocarpus petelotii Merr.
338. Elaeocarpus petiolatus (Jack) Wall. ex Kurz
339. Elaeocarpus pierrei Koord. & Valeton
340. Elaeocarpus piestocarpus Schltr.
341. Elaeocarpus pinosukii Weibel
342. Elaeocarpus pittosporoides A. C. Sm.
343. Elaeocarpus poculifer A. C. Sm.
344. Elaeocarpus poilanei Gagnep.
345. Elaeocarpus polyandrus A. C. Sm.
346. Elaeocarpus polyanthus Ridl.
347. Elaeocarpus polycarpus Stapf ex Ridl.
348. Elaeocarpus polydactylus Schltr.
349. Elaeocarpus polystachyus Wall.
350. Elaeocarpus praeclarus A. C. Sm.
351. Elaeocarpus prafiensis Weibel
352. Elaeocarpus prunifolioides Hu
353. Elaeocarpus prunifolius (C. Muell.) Mast.
354. Elaeocarpus pseudopaniculatus Corner
355. Elaeocarpus ptilanthus Schltr.
356. Elaeocarpus pulchellus Brongn. & Gris
357. Elaeocarpus pullenii Weibel
358. Elaeocarpus purus Coode
359. Elaeocarpus pycnanthus A. C. Sm.
360. Elaeocarpus pyriformis A. Gray
361. Elaeocarpus quadratus C. E. C. Fisch.
362. Elaeocarpus quercifolius Gagnep.
363. Elaeocarpus recurvatus Corner
364. Elaeocarpus renae Coode
365. Elaeocarpus retakensis Coode
366. Elaeocarpus reticosus Ridl.
367. Elaeocarpus reticulatus Sm.
368. Elaeocarpus rivularis Gagnep.
369. Elaeocarpus robustus Roxb.
370. Elaeocarpus roseiflorus A. C. Sm.
371. Elaeocarpus roslii Coode
372. Elaeocarpus rosselensis Coode
373. Elaeocarpus rotundifolius Brongn. & Gris
374. Elaeocarpus royenii Weibel
375. Elaeocarpus rubescens Weibel
376. Elaeocarpus rubidus Kaneh.
377. Elaeocarpus rufovestitus Baker
378. Elaeocarpus rugosus Roxb. ex G. Don
379. Elaeocarpus ruminatus F. Muell.
380. Elaeocarpus rumphii Merr.
381. Elaeocarpus rutengii Weibel
382. Elaeocarpus sadikanensis Knuth
383. Elaeocarpus salicifolius King
384. Elaeocarpus sallehianus Ng
385. Elaeocarpus samari Weibel
386. Elaeocarpus sarcanthus Schltr.
387. Elaeocarpus sayeri F. Muell.
388. Elaeocarpus schlechterianus A. C. Sm.
389. Elaeocarpus schmutzii Weibel
390. Elaeocarpus schoddei Weibel
391. Elaeocarpus sebastianii Weibel
392. Elaeocarpus sedentarius Maynard & Crayn
393. Elaeocarpus sepikanus Schltr.
394. Elaeocarpus seramicus Coode
395. Elaeocarpus sericoloides A. C. Sm.
396. Elaeocarpus sericopetalus F. Muell.
397. Elaeocarpus seringii Montrouz.
398. Elaeocarpus serratus L.
399. Elaeocarpus sikkimensis Mast.
400. Elaeocarpus simaluensis Weibel
401. Elaeocarpus simplex Kurz
402. Elaeocarpus spathulatus Brongn. & Gris
403. Elaeocarpus speciosus Brongn. & Gris
404. Elaeocarpus sphaericus (Gaertn.) Heer
405. Elaeocarpus sphaerocarpus H. T. Chang
406. Elaeocarpus stapfianus Gagnep.
407. Elaeocarpus stellaris L. S. Sm.
408. Elaeocarpus sterrophyllus Schltr.
409. Elaeocarpus steupii Coode
410. Elaeocarpus stipularis Blume
411. Elaeocarpus storckii Seem.
412. Elaeocarpus subcapitatus Gillespie
413. Elaeocarpus subisensis Coode
414. Elaeocarpus sublucidus Knuth
415. Elaeocarpus submonoceras Miq.
416. Elaeocarpus subpetiolatus H. T. Chang
417. Elaeocarpus subpuberus Miq.
418. Elaeocarpus subserratus Baker
419. Elaeocarpus subvillosus Arn.
420. Elaeocarpus surigaensis Merr.
421. Elaeocarpus sylvestris (Lour.) Poir.
422. Elaeocarpus symingtonii Ng
423. Elaeocarpus tahanensis M. R. Hend.
424. Elaeocarpus takolensis Coode
425. Elaeocarpus taprobanicus Zmarzty
426. Elaeocarpus tariensis Weibel
427. Elaeocarpus terminalioides Schltr.
428. Elaeocarpus teysmannii Koord. & Valeton
429. Elaeocarpus thelmae B. Hyland & Coode
430. Elaeocarpus timikensis Coode
431. Elaeocarpus timorensis Knuth
432. Elaeocarpus tjerengii Weibel
433. Elaeocarpus toninensis Baker fil.
434. Elaeocarpus tonkinensis A. DC.
435. Elaeocarpus tremulus Tirel & Mc Pherson
436. Elaeocarpus treubii Hochr.
437. Elaeocarpus trichophyllus A. C. Sm.
438. Elaeocarpus truncatus Weibel
439. Elaeocarpus tuasivicus Christoph.
440. Elaeocarpus tuberculatus Roxb.
441. Elaeocarpus undulatus Warb.
442. Elaeocarpus vaccinioides F. Muell. ex Brongn. & Gris
443. Elaeocarpus valetonii Hochr.
444. Elaeocarpus validus Knuth
445. Elaeocarpus variabilis Zmarzty
446. Elaeocarpus varunua Buch.-Ham.
447. Elaeocarpus venosus C. B. Rob.
448. Elaeocarpus venustus Bedd.
449. Elaeocarpus verheijenii Weibel
450. Elaeocarpus verruculosus A. DC.
451. Elaeocarpus verticillatus Elmer
452. Elaeocarpus vieillardii Brongn. & Gris
453. Elaeocarpus vitiensis Gillespie
454. Elaeocarpus weibelianus Tirel
455. Elaeocarpus weibelii (Zmarzty) Shareef, S. P. Mathew & Shaju
456. Elaeocarpus whartonensis A. C. Sm.
457. Elaeocarpus williamsianus Guymer
458. Elaeocarpus womersleyi Weibel
459. Elaeocarpus wrayi King
460. Elaeocarpus xanthodactylus A. C. Sm.
461. Elaeocarpus yateensis Guillaumin